# Le Volcan interdit
Pour plus de détails, voir Fiche technique et Distribution.

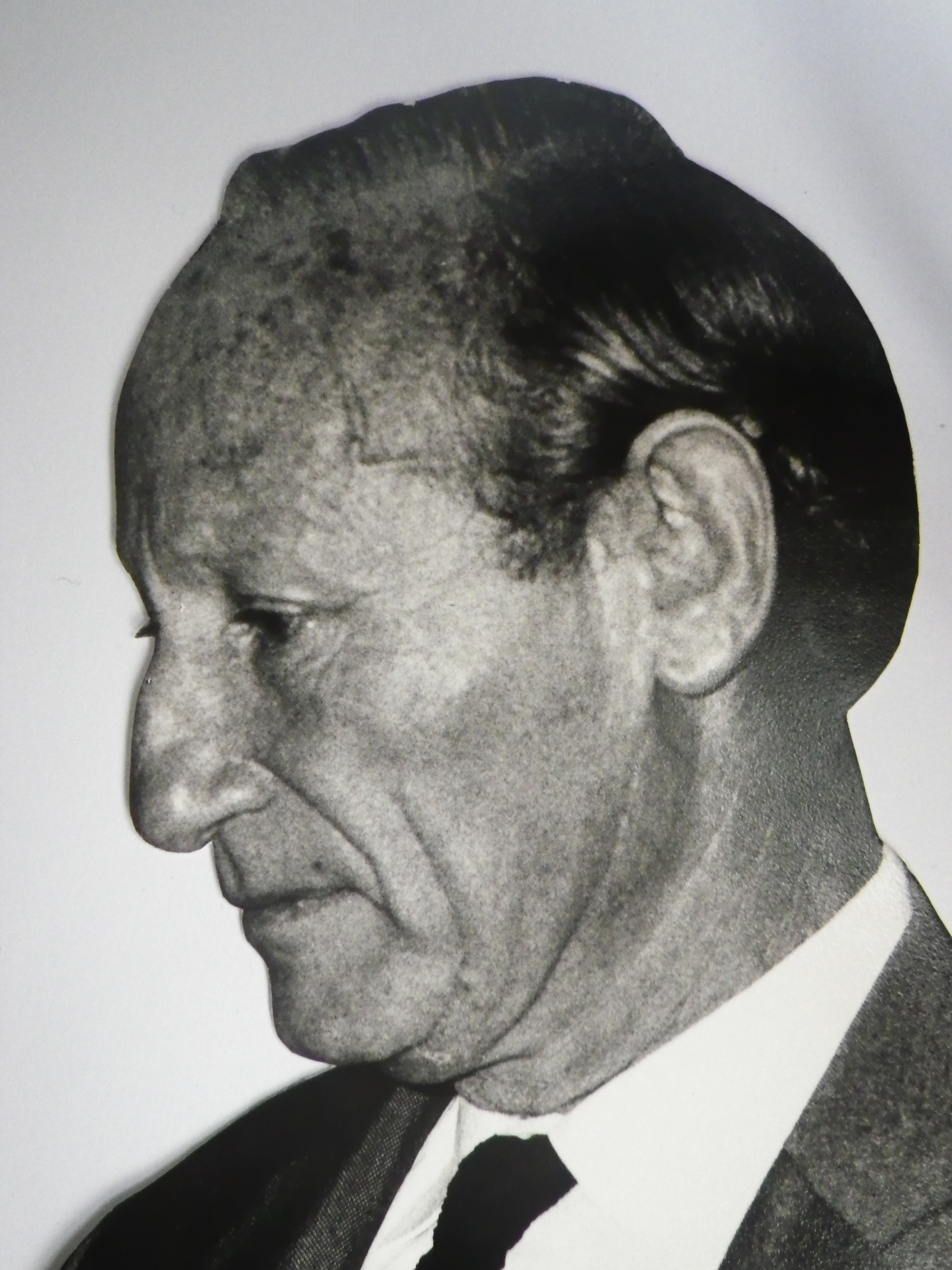
Haroun Tazieff à l'Hôtel de ville de Saint-Denis de La Réunion le 20 octobre 1972

Le Volcan interdit est un film documentaire français réalisé par Haroun Tazieff, sorti le 15 juin 1966.
Ce documentaire est consacré au volcan congolais Nyiragongo que le réalisateur a étudié à partir de 1948 pour le compte de la Belgique.
La réalisation est d'Haroun Tazieff, le commentaire de Chris Marker est lu par Pierre Vaneck et le montage est effectué par Renée Lichtig.
L'affiche de promotion du film a été dessinée par Jean Mascii.